# Kaguł
Kaguł (rum. Cahul) – miasto w Mołdawii, w dolinie Prutu, 27 tys. mieszk. (2012); stolica Rejonu Kaguł; przemysł spożywczy (winiarski), drzewny, tekstylny, produkcja wyrobów żelbetowych; muzeum; założone 1835. Miasto znane jest z gorących źródeł i muzyki ludowej.